# Souvigné, Deux-Sèvres

Souvigné este o comună în departamentul Deux-Sèvres, Franța. În 2009 avea o populație de 867 de locuitori.